# タボ・ムベキ

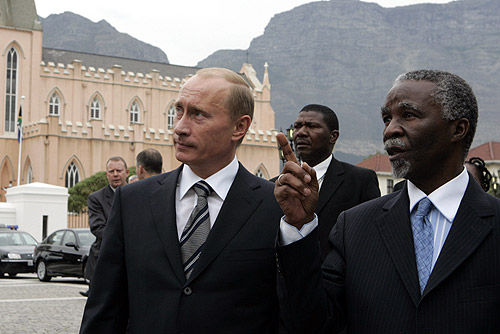
2006年、ロシア連邦大統領のウラジーミル・プーチンと

タボ・ムヴイェルワ・ムベキ（コサ語: Thabo Mvuyelwa Mbeki、1942年6月18日 - ）は、南アフリカ共和国の政治家。
大統領（第9代）、副大統領（第2代）、国民議会議員（3期）、アフリカ民族会議（ANC）議長（第12代）、アフリカ連合総会議長（初代）を歴任した。

## 歴史

### 生い立ち
南アフリカ連邦ケープ州ムベウレニに生まれる。ムベキはサセックス大学を卒業し、経済学の学位を持つ。
イウデワとバターワースの小学校に通い、アリスのラブデール学校で中等教育を受けていたが1959年、学生ストライキに参加したため、学校を放校処分となった.

### 反アパルトヘイトの闘士
ロンドン大学の外部学生として経済学学位を取得し、1961年12月にはアフリカ学生協会の幹事に選出されたものの、翌年ANCが非合法化されたことからロンドンに亡命する。
サセックス大学において南アフリカの黒人として初めて経済学修士号を取得した。
1993年、ネルソン・マンデラ釈放後に帰国する。

### 大統領
1999年、総選挙でANCが再び勝利し、マンデラの後継として大統領に就任した。マンデラの経済成長路線を堅持、またアフリカ統一機構からアフリカ連合への改組を主導し、アフリカの盟主として積極的にアフリカ地域の紛争解決に乗り出して経済界や主要国から評価されている。2004年の総選挙でも勝利し、大統領に再任した。BRICSの一員として中華人民共和国やインド、ブラジル、ロシアとの関係も強化した。
ムベキは大統領就任後、エイズはHIVによって引き起こされたものではないと主張する少数派の著名な科学者の見解を表明した。2008年11月のハーバード大学の調査によれば、ムベキ大統領がエイズに関する科学的コンセンサスを拒否しエイズ否認主義を受け入れたため、南アフリカでは推定33万人が亡くなったと推定されている。
所得格差や犯罪率の抑制、エイズ問題に関して有効な政策を打ち出せない状況に対し、副大統領のジェイコブ・ズマを中心に党内から非難が起きた。これに対して2005年、汚職疑惑を理由にズマを罷免し、党内の主導権を確立しようとした。ズマはレイプ疑惑で被告人として起訴されるも無罪を勝ち取り、反ムベキの活動を展開し、2007年のANC議長選挙でムベキはズマに敗れた。
2008年、ズマ率いるANC全国執行委員会から辞職勧告を受けたことから辞職表明した。

## 政策
進歩主義的なANC党の中では保守派で知られ、教条主義的信条の強いANC左派や古巣の南アフリカ共産党とは対立していた。
経済政策では社会主義を前提とする党内の反対によらず新自由主義を受け入れた。但し、民主社会主義者として混合経済体制を維持した。

## 人物
コサ人でANCや南アフリカ共産党で活躍した父のゴヴァン・ムベキと、母エピネットから生まれた4人きょうだいの長男である。弟に経済学者のモエレツ・ムベキがいる。ムベキも父親と同様にかつては南アフリカ共産党に入党していた
妻のザネレ・ドラミニは1974年にイギリスで結婚した。2人の間に子どもはいない。
タボが16歳の時に、交際していたオリーブ・ムパフルワとの間にモンワビシ・クワンダ・ムベキが生まれる。しかしながら1981年にタボの末弟のジャマと失踪した。南アフリカ政府により殺害されたとみられている。